# S. O. Davies
Pour les articles homonymes, voir Davies.
S. O. Davies est un mineur, syndicaliste et homme politique travailliste gallois né en 1886 ou avant à Abercwmboi (en) et mort le 25 février 1972 à Merthyr Tydfil. Il siège à la Chambre des communes du Royaume-Uni comme député de Merthyr de 1934 à 1950, puis de Merthyr Tydfil jusqu'à sa mort.
Natif du pays de Galles méridional, Davies commence à travailler dans les mines à l'âge de 12 ans. Il reprend ultérieurement ses études et décroche un Bachelor of Arts au University College de Cardiff en 1913. De retour dans les mines, il s'implique dans le mouvement syndical au sein de la South Wales Miners' Federation (en), dont il devient le vice-président en 1924. Un séjour à Moscou en 1922 lui fait découvrir le modèle soviétique, dont il reste un fervent partisan jusqu'à la fin de sa vie.
Élu à la Chambre des communes sous l'étiquette travailliste en 1934, Davies y défend les intérêts des habitants de Merthyr Tydfil et des mineurs gallois tout au long de sa carrière. Il n'hésite pas à ignorer la ligne officielle du Parti travailliste lorsqu'il ne l'approuve pas, par exemple sur les questions du désarmement ou du nationalisme gallois. Cette indépendance d'esprit lui vaut plusieurs suspensions et explique qu'il n'ait jamais été retenu pour un portefeuille ministériel. Cela ne l'empêche pas d'être très populaire dans sa circonscription, où il est toujours réélu sans difficultés.
Pour les élections de 1970, la branche locale du Parti travailliste estime que Davies est trop âgé et sélectionne un autre candidat. Davies se présente quand même en indépendant et parvient à être réélu avec plusieurs milliers de voix d'avance sur le candidat travailliste. Il meurt deux ans plus tard.

## Biographie

### Enfance, premiers emplois et études
Stephen Owen Davies naît au 39 John Street à Abercwmboi (en), un village dans la vallée de la Cynon, l'une des vallées minières du pays de Galles méridional. Il est le quatrième fils de Thomas Davies et de sa femme Esther. Son père, qui travaille dans les mines de charbon, est un syndicaliste engagé. Il écrit pour le journal gallois Tarian y Gweithiwr (« Le Bouclier de l'ouvrier ») sous le pseudonyme de Y Llywynog, « le Renard ». Dans ses articles, il s'en prend aux gestionnaires des mines et au manque de respect des consignes de sécurité. Son activisme lui vaut d'être mis sur liste noire par les propriétaires des mines. Après plusieurs périodes de chômage, il finit par se reconvertir en agent d'assurances,.
La date de naissance de S. O. Davies n'est pas clairement établie. La plupart des sources la situent en novembre 1886, mais elles soulignent qu'il est peut-être né plusieurs années auparavant. D'après le recensement de 1891, il est âgé de neuf ans à cette date, ce qui suggère qu'il est né en 1881 ou 1882, mais lorsqu'il s'inscrit au University College de Cardiff, en 1908, il fournit comme date de naissance le 27 novembre 1883.

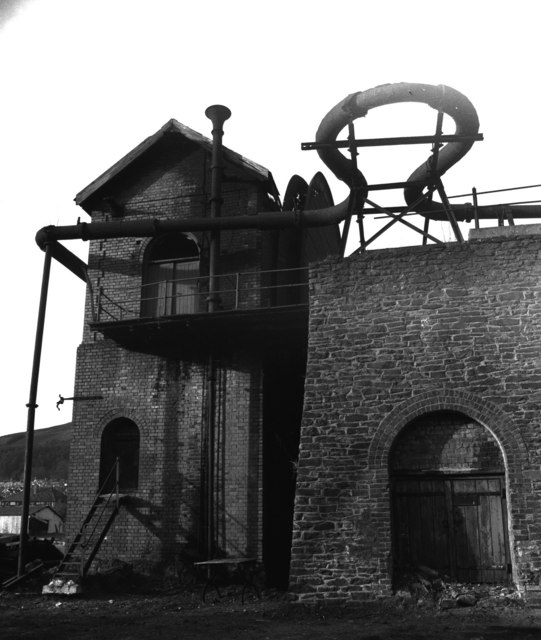
Un ventilateur Waddle à la Nixon's Navigation Colliery.

Davies est scolarisé à l'école primaire de Cap Coch jusqu'à ses douze ans. Il quitte l'école pour travailler à la mine de Cwmpennar (en). Lorsque le filon est épuisé, en 1905, il part pour Mountain Ash où il est embauché à la Nixon's Navigation Colliery. Ses supérieurs repèrent rapidement son intelligence et son ambition et l'encouragent à étudier l'ingénierie minière, d'abord à Aberdare, puis à Londres, au Royal College of Science (en). Il entre au University College de Cardiff en 1908 avec une bourse du Memorial College (en) de Brecon. Il étudie pour passer un Bachelor of Arts et envisage de devenir prêtre non-conformiste. Cependant, ses opinions religieuses sont influencées par le théologien Reginald John Campbell, qui rejette la majeure partie de l'enseignement chrétien traditionnel et considère le socialisme comme l'application concrète du christianisme. Ces idées peu orthodoxes sont inacceptables pour le Memorial College de Brecon (en), qui lui retire sa bourse.
Malgré la perte de ce soutien financier, Davies termine ses études et décroche son diplôme en 1913. Ayant rejoint le Parti travailliste indépendant (ILP), il abandonne toute idée d'une carrière religieuse au profit d'un engagement politique en faveur des classes ouvrières. Il est encore étudiant lorsqu'il se présente comme candidat de l'ILP pour un siège au board of guardians de la ville de Cardiff, en 1913. Cette première aventure électorale se solde par une défaite étriquée pour seulement 47 voix.

### Mineur et syndicaliste
Diplôme en poche, Davies retourne travailler dans les mines, d'abord à Tumble (en) dans la vallée de la Gwendraeth (en). Il tente en vain de se faire élire agent suppléant des mineurs de l'Anthracite District au sein de la South Wales Miners' Federation (en) (SWMF) en décembre 1913. Lorsque la Première Guerre mondiale éclate, en août 1914, il s'oppose à ce qu'il considère comme du militarisme capitaliste. En 1917, il fonde et devient le premier président du Burry Port and Gwendraeth Valley Trades and Labour Council. En prévision des élections générales de 1918, il est le premier choix du Parti travailliste comme candidat dans la circonscription de Llanelli, mais il se désiste lorsque la SWMF apporte son soutien à son rival J. H. Williams (en).
En 1918, Davies brigue la charge d'agent des mineurs du district de Dowlais au sein de la SWMF. La compétition est rude (son principal adversaire est le futur député William Mainwaring), mais il remporte l'élection avec 100 voix d'avance. En tant qu'agent des mineurs, son rôle consiste principalement à représenter les ouvriers dans les conflits les opposant à leurs employeurs. Ces conflits concernent généralement les salaires, les licenciements, les horaires et les compensations pour les accidents du travail. Les registres laissés par Davies montrent que les cas où les entreprises refusent toute responsabilité pour des accidents survenus dans les mines le touchent tout particulièrement.
Davies se marie avec Margaret Eley, dite « Madge », en 1919. Originaire de Cardiff, elle lui donne trois filles. Les années qui suivent la Première Guerre mondiale sont une période économiquement difficile dans les mines des Galles du Sud, ce qui aiguise ses instincts radicaux et son militantisme commence à être connu. Il s'oppose à la politique officielle du Parti travailliste en réclamant la prise de contrôle par les ouvriers de l'industrie minière plutôt que sa nationalisation. En 1921, il recommande en vain l'affiliation de la Miners' Federation of Great Britain (en) (MFGB) à l'Internationale syndicale rouge (ISR). L'année suivante, il représente la SWMF au deuxième congrès mondial de l'ISR à Moscou et découvre le modèle soviétique, qui le séduit. Il choisit néanmoins de rester membre du Parti travailliste et ne rejoint pas le jeune Parti communiste de Grande-Bretagne.
En 1924, Davies est nommé organisateur en chef et conseiller juridique de la SWMF. La même année, il en est élu le vice-président. Au sein du comité exécutif de la MFGB, il représente les Galles du Sud de 1924 à 1934. Les mineurs de cette région comptent parmi les participants les plus actifs de la grève générale de 1926. Le mouvement national s'effondre au bout de neuf jours, mais Davies mène la résistance pendant plusieurs mois de lock-out avant que les mineurs ne doivent capituler en décembre en acceptant les conditions draconiennes imposées par le patronat. Le district de Dowlais est le dernier à reprendre le travail.
À partir de 1926, les factions communistes et non-communistes se livrent une lutte acharnée dans les mines, les premiers accusant les seconds de collaborer avec le « fascisme social ». Dans un pamphlet édité par le National Minority Movement (en), Davies est décrit comme un imposteur. Malgré ces attaques, il reste partisan de la coopération entre toutes les factions de la gauche. Après l'arrivée au pouvoir d'Adolf Hitler en Allemagne, il milite en faveur d'un rassemblement autour du Parti travailliste, craignant que le glissement vers la gauche de l'ILP et le désir d'une révolution violente exprimé par le Parti communiste ne produisent des conditions propices à l'émergence du fascisme en Grande-Bretagne. Il est élu au conseil municipal de Merthyr Tydfil en 1931.

### L'élection partielle de juin 1934
La mort du député travailliste de Merthyr R. C. Wallhead (en), le 27 avril 1934, donne lieu à une élection partielle. S. O. Davies est sélectionné par le Parti travailliste avec le soutien de la MFGB. Wallhead a toujours bénéficié de majorités confortables depuis sa première victoire à Merthyr lors des élections de 1922. En 1931, son seul adversaire était un candidat du New Party d'Oswald Mosley qui bénéficiait du soutien tacite du Parti conservateur. Outre Davies, l'élection partielle met aux prises des candidats du Parti libéral, du Parti communiste et de l'ILP. L'absence de candidat du Gouvernement national alors au pouvoir prive Davies d'une cible logique : il se retrouve dans la situation difficile du représentant du parti sortant qui doit s'efforcer de perdre aussi peu de voix que possible. Le Manchester Guardian prédit des résultats serrés.
La campagne de Davies emploie le slogan « Paix, prospérité, sécurité, liberté ». Ses propositions comprennent le développement de la propriété publique, l'abolition de l'examen des ressources, l'augmentation des allocations chômage, une meilleure éducation et une coopération internationale accrue, notamment avec la Russie. Grâce au soutien des syndicats locaux et à une campagne bien organisée, Davies remporte une victoire facile lors du scrutin du 5 juin. Il recueille 18 645 voix, soit 8 269 de plus que son adversaire libéral, les candidats du Parti communiste et de l'ILP étant encore plus nettement distancés.

### Député de Merthyr
Davies prononce son premier discours à la Chambre des communes le 21 juin 1934. Alors que ces discours sont traditionnellement dépourvus d'éléments polémiques, le sien s'attaque violemment à la politique du gouvernement vis-à-vis de l'industrie minière. Il se fait rapidement connaître comme un farouche défenseur des intérêts de Merthyr Tydfil et de l'industrie minière en général.
Sa femme Margaret étant morte d'un cancer deux ans plus tôt, Davies se remarie en 1934 avec Sephora Davies, une institutrice de Gwaun-Cae-Gurwen dans le Carmarthenshire qui partage ses opinions politiques. Ils s'installent sur Gwynfryn Park Terrace, à Merthyr Tydfil, et ont deux fils. En 1936, ayant été réélu l'année précédente avec une majorité accrue, il tourne en dérision le refus du Premier ministre Stanley Baldwin de rencontrer une délégation des participants à la marche de la faim (en) organisée par le National Unemployed Workers' Movements (en), dont de nombreux participants viennent des Galles du Sud : « Un homme meilleur aurait rencontré ces gens qui ont arpenté les routes de ce pays et aurait témoigné de la sympathie pour eux. » En 1938, il revient sur son ancienne opinion et soutient un projet de loi travailliste en faveur de la nationalisation de l'industrie charbonnière, car il considère que le secteur privé ne pourra jamais garantir de bonnes conditions de travail aux mineurs. Ce projet de loi est rejeté, même si l'industrie charbonnière britannique finit par être nationalisée en 1946.
À la fin des années 1930, Davies s'oppose à la politique d'apaisement du gouvernement de Neville Chamberlain. Il doute que les classes supérieures britanniques soient prêtes à affronter le fascisme et invoque un front populaire des travailleurs pour lutter contre les dictatures. Après le début de la Seconde Guerre mondiale, il exige que le gouvernement publie ses buts de guerre de manière détaillée. Il critique le Parti travailliste pour sa décision de rejoindre le cabinet de guerre de Winston Churchill et exprime son opposition à plusieurs décisions de ce cabinet, comme l'internement automatique des ressortissants étrangers, les restrictions imposées à l'industrie et l'interdiction du journal communiste Daily Worker. Il s'en prend au secrétaire d'État à l'Intérieur Herbert Morrison pour sa décision d'interdire ce journal avec une telle virulence que même le secrétaire du Parti communiste Harry Pollitt en est choqué.
Contrairement aux communistes, Davies reste opposé à toute coopération avec les conservateurs même après l'invasion de l'Union soviétique par l'Allemagne en juin 1941. Il considère en effet que le socialisme est la seule voie vers une paix juste et durable. Ni la victoire alliée dans la guerre, ni celle des travaillistes aux élections générales de 1945 ne fléchissent son individualisme. Durant les six années où Clement Attlee est Premier ministre, il s'oppose au gouvernement sur les questions du service militaire, de l'OTAN, du développement d'un arsenal nucléaire et de l'intervention dans la guerre de Corée. Pour son biographe Robert Griffiths, cela reflète son opposition au capitalisme militariste plutôt qu'un soutien à l'Union soviétique. Sa popularité dans les Galles du Sud n'en pâtit pas : il est systématiquement réélu lors des élections générales avec une majorité confortable. Il joue également le rôle de maire de Merthyr Tydfil en 1945-1946 et siège au conseil municipal jusqu'en 1949.

### Le travailliste rebelle
L'historien Alun Morgan souligne les contradictions de la carrière politique de Davies, qui appelle à l'union des gauches tout en s'opposant fréquemment au Parti travailliste. Partisan de la démocratie, des libertés individuelles et des droits des petits pays, il apporte pourtant un soutien constant et inconditionnel à l'Union soviétique. Il reste cependant obstinément opposé à la politique étrangère des États-Unis et à la politique de défense travailliste, notamment concernant l'installation de bases américaines sur le sol britannique, le réarmement de l'Allemagne de l'Ouest (en) et le programme de sous-marins nucléaires Polaris (en). Sa première priorité reste toujours de défendre les intérêts de ses électeurs de Merthyr. En se posant ainsi en électron libre, il entre fréquemment en conflit avec la hiérarchie du Parti travailliste et perd à plusieurs reprises le whip dans les années 1950 et 1960, ce qui ne l'empêche pas d'être systématiquement réélu avec plus de 75 % des voix dans sa circonscription.
En décembre 1951, Sephora Davies est exclue du Parti travailliste en raison de ses liens étroits avec une association interdite, la British-Soviet Friendship Society (en). Son mari n'échappe au même sort qu'en raison de ses liens profondément ancrés avec le parti, ainsi que du soutien important dont il bénéficie à Merthyr Tydfil. En juin 1953, il est la cible du président de la NUM Will Lawther (en) pour son soutien à la ligne soviétique concernant le soulèvement en Allemagne de l'Est, dépeint par Moscou comme le fruit d'un complot organisé par l'Allemagne de l'Ouest avec l'aide de la CIA. Lawther exige que Davies ne soit pas reconduit par la branche locale du parti à Merthyr Tydfil, mais il n'obtient pas gain de cause.
Le nationalisme gallois constitue un autre point de contention entre Davies et la hiérarchie travailliste. En effet, il soutient ouvertement une autonomie accrue pour le pays de Galles, à l'encontre du conseil régional travailliste. En mai 1954, sa proposition de créer un parlement gallois est rejetée par le conseil régional et la conférence des Galles du Sud de la NUM. Cela n'arrête pas Davies, qui dépose le 4 mars 1955 un projet de loi devant la Chambre des communes pour accorder au pays de Galles une autonomie calquée sur le projet de Home Rule irlandais voté en 1914. Il affirme avoir reçu des milliers de messages de soutien de toutes les régions du pays de Galles, mais son projet ne recueille que 14 votes favorables à la Chambre. Il ne se laisse pas démonter et prévient ses pairs : « Il existe un mouvement au pays de Galles, un soulèvement, pourrait-on dire, qui va non seulement soutenir ce projet de loi, mais continuer à insister jusqu'à ce que le pays de Galles soit représenté au sein du Royaume-Uni comme davantage qu'une simple région. »
D'après Griffiths, la répression de l'insurrection de Budapest par les chars soviétiques en octobre 1956 trouble Davies, mais pas au point de rejoindre la condamnation unanime suscitée par cet événement, car il ne souhaite pas renforcer les ennemis du socialisme. Il garde également le silence durant le Printemps de Prague en 1968, après s'être violemment opposé aux États-Unis pendant la crise des missiles de Cuba en 1962. Il est l'un des 25 députés travaillistes sur lesquels le MI5 mène l'enquête en 1961, à la demande des chefs du Parti travailliste, pour vérifier s'ils n'appartiennent pas en réalité au Parti communiste. Dans leur rapport, les services secrets britanniques concluent que « si [Davies] n'est pas membre du Parti, il en est en tout cas clairement très proche ».

### Davies et la catastrophe d'Aberfan

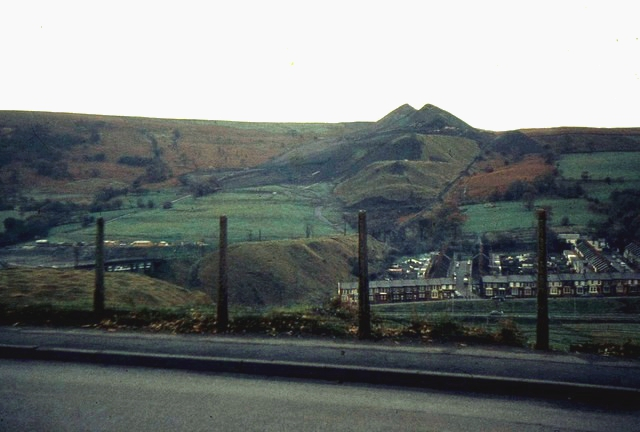
Aberfan en 1968, deux ans après la catastrophe.

La circonscription de Davies comprend le village minier d'Aberfan, à quelques kilomètres au sud de Merthyr Tydfil. Le 21 octobre 1966, un pan de terril s'effondre sur le village et entraîne la mort de 144 personnes, dont 116 enfants, l'école primaire de Pantglas faisant partie des bâtiments engloutis. Davies se rend rapidement à Aberfan pour réconforter les familles endeuillées. Dès le lendemain du désastre, il guide plusieurs personnalités politiques, dont le prince Philippe, sur les lieux du désastre.
Le président du National Coal Board (en) Alfred Robens déclare le 24 octobre que l'effondrement est dû à la présence d'une source jusqu'alors inconnue située sous le terril qui a transformé les résidus miniers en boues. Les mineurs de la région affirment que l'existence de cette source était déjà connue au début de la construction du terril, deux décennies auparavant. Une commission dirigée par le juge Edmund Davies (en) est chargée d'enquêter. Dans son témoignage, S. O. Davies affirme qu'il soupçonnait depuis longtemps les terrils d'Aberfan d'être instables, mais qu'il n'en a rien dit de peur que le Coal Board ne ferme la mine, tout en précisant qu'il en aurait parlé si on lui avait posé la question. Ses propos choquent les membres de la NUM et leur avocat Brian Gibbens souligne que le député porterait une responsabilité écrasante dans le désastre s'ils sont avérés. Il estime, et la commission est d'accord avec lui, que Davies n'a pas mesuré l'ampleur de ses propos. Le National Coal Board est reconnu unique responsable de la catastrophe dans le rapport final de la commission, publié en juillet 1967.

### La rupture avec les travaillistes
En décembre 1966, Davies présente un projet de loi à la Chambre des communes en faveur d'une meilleure indemnisation des mineurs souffrant de problèmes respiratoires. Le gouvernement travailliste mené par Harold Wilson accepte de le soutenir et il est voté en 1967. Il s'agit d'un des rares cas de collaboration entre Davies et le Parti travailliste durant cette période. Lorsque le National Coal Board refuse de prendre en charge l'intégralité des 750 000 livres requises pour évacuer les terrils d'Aberfan, Wilson propose de compléter la somme en puisant dans le fonds mis sur pied pour aider les habitants du village. Davies est outré et déclare à Wilson n'avoir jamais vu un Premier ministre se comporter de manière aussi déplorable depuis son entrée au Parlement. Il s'oppose par la suite à ce que Wilson reçoive la liberté du borough de Merthyr Tydfil en 1969 et annonce qu'il n'assistera pas à la cérémonie.
Si les électeurs de Merthyr Tydfil apprécient la personnalité frondeuse de leur député, elle inquiète les représentants locaux du Parti travailliste. Bon nombre d'entre eux appartiennent à la jeune génération, ne savent rien des luttes des années 1920-1930 et ont une approche plus large des choses. Ils n'apprécient pas la manière dont Davies suit son propre chemin et son apparente déloyauté vis-à-vis de Harold Wilson, devenu Premier ministre après treize années dans l'opposition. Son âge pose également question : il est censé avoir 83 ans en 1970, mais la rumeur veut qu'il soit plus vieux que cela. En mars 1970, le comité local du parti envisage de présenter un autre candidat aux prochaines élections générales en prétextant de son âge plutôt que de ses opinions. Le comité exécutif national approuve cette décision et Davies est officiellement désélectionné lors d'une réunion organisée le 10 mai à laquelle il dédaigne d'assister.

### L'élection de 1970
Davies annonce que c'est aux habitants de Merthyr de décider de son futur, et pas au Parti travailliste local. Si sa santé le lui permet, il compte se présenter aux prochaines élections en tant que socialiste indépendant. Ses amis lui conseillent en privé de renoncer pour échapper à l'humiliation : ils sont persuadés qu'il ne recueillera pas plus d'un millier de voix, les candidats tentant de lutter contre l'appareil des partis étant systématiquement battus lors des scrutins les plus récents.
Quelques jours plus tard à peine, Harold Wilson annonce la tenue d'une élection anticipée, ce qui laisse peu de temps aux travaillistes de Merthyr pour trouver leur nouveau candidat. Leur choix se porte sur Tal Lloyd, un syndicaliste de la Amalgamated Engineering Union (en) (AEU), conseiller municipal de longue date et ancien maire. Fervent partisan de Wilson, il appartient à l'aile modérée du Parti travailliste.
Faute de structure et de ressources autres que ses propres fonds, Davies fait d'abord profil bas dans la campagne. Son tract est une feuille simple avec ce message : « Vous me connaissez, je ne vous ai jamais déçus ». Il ne cesse pourtant de gagner des soutiens au fil des jours, en particulier (non sans ironie, comme le souligne Alun Morgan) auprès de la jeunesse. Ses partisans les plus jeunes arpentent la circonscription lors de la dernière semaine de campagne, armés de slogans et de chansons, formant ce que Griffiths décrit comme « la parade électorale la plus exubérante qu'on ait vue à Merthyr en quarante ans ». De leur côté, les travaillistes sont à la peine, Lloyd étant pris à partie pour l'absence de soutien de l'AEU à une grève organisée dans l'usine Hoover locale.
Le 18 juin 1970, dans une atmosphère de liesse, Davies est réélu avec 7 467 voix d'avance sur Lloyd. Deux semaines plus tard, il est exclu du Parti travailliste pour s'être présenté contre son candidat officiel, de même que les principaux responsables de sa campagne. Il demande à la direction nationale du parti d'ouvrir une enquête sur le comportement de l'antenne de Merthyr avant et pendant la campagne, mais sa requête est rejetée.

### Dernières années
Malgré son exclusion du Parti travailliste, le conseil de borough de Merthyr offre à Davies la liberté du borough (en) en juillet 1970. Il refuse poliment cette distinction, expliquant que la confiance que lui ont témoignée ses habitants lors de l'élection lui suffit. Du fait de la victoire inattendue du Parti conservateur d'Edward Heath au niveau national, Davies siège sur les bancs de l'opposition. Ses anciens camarades travaillistes lui gardent une légère rancœur, mais il n'est pas traité comme un paria. Il se rend peu à la Chambre des communes et préfère venir en aide à ses administrés sur place. Le 45e Parlement est dominé par la question de l'adhésion du Royaume-Uni à la Communauté économique européenne (CEE), voulue par Heath. Davies s'y oppose catégoriquement.
Le 22 février 1972, Davies se rend au Parlement pour voter contre le gouvernement sur une motion liée à la CEE. Il souffre d'une infection pulmonaire lorsqu'il rentre à Merthyr et doit s'aliter le 24 février. Le lendemain, il est conduit à l'hôpital général de Merthyr, où il meurt dans la journée. Ses funérailles prennent place à la chapelle de Soar-Ynysgau le 29 février et il est inhumé au cimetière de Maes-Yr-Arian, dans la ville voisine de Mountain Ash. « Signe de sa hauteur de vue, on trouve dans l'assistance des socialistes, des communistes, des nationalistes gallois, des républicains et bien d'autres sans affiliation politique », note Griffiths. Lors de l'élection partielle (en) organisée en avril pour lui élire un successeur, le candidat travailliste Ted Rowlands l'emporte avec quelques milliers de voix d'avance sur le Plaid Cymru.

## Hommages

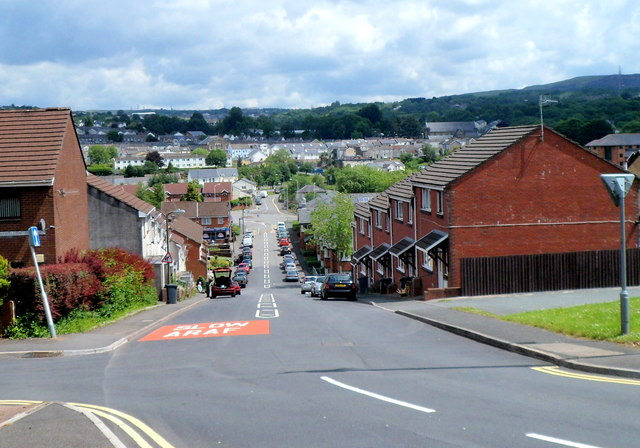
Une rue de Merthyr Tydfil est nommée Heol S. O. Davies en l'honneur de l'ancien député.

Les hommages rendus à Davies après sa mort soulignent son engagement continu en faveur de Merthyr et des mineurs gallois. Le maire de Merthyr voit en lui comme « un individualiste adhérant au principe Aime ton prochain comme toi-même, respecté de tous, même ceux qui n'étaient pas d'accord avec lui  ». Le révérend Islwyn Jones, qui officie lors de ses funérailles, déclare : « Il avait un profond amour pour l'homme et croyait, comme le dit le psaume, À l’Éternel la terre et ce qu’elle renferme. Ce sont ces mots, pénétrés au plus profond de son cœur, qui lui ont fait prendre fait et cause pour l'homme du commun.
Deux de ses amis l'ayant suivi après son exclusion du Parti travailliste le décrivent comme « un grand homme qui ne s'est jamais incliné devant personne, mais traitait tout le monde sur un pied d'égalité ». Sa nécrologie dans le Times note que derrière son allure débonnaire, « un feu souterrain couvait en permanence ». Son collègue député Jim Griffiths, qui a mené avec lui la grève des mineurs de 1926 dans les Galles du Sud, estime qu'il aurait pu prétendre à un portefeuille ministériel s'il avait été capable de compromis, mais « il a toujours été un solitaire […] et on dirait que ça lui plaisait d'être seul ».
Une plaque commémorative en l'honneur de S. O. Davies est dévoilée en avril 2013 à Penydarren Park (en), le stade de Merthyr Tydfil.